# إيزابيل كولين دوفريسن
إيزابيل كولين دوفريسن (بالفرنسية: Isabelle Collin Dufresne)‏ هي كاتِبة وفنانة ورسامة وممثلة أمريكية، ولدت في 6 سبتمبر 1935 في لا ترونش في فرنسا، وتوفيت في 14 يونيو 2014 في نيويورك في الولايات المتحدة بسبب سرطان.

## أعمال

### أفلام
- (1969) راعي البقر منتصف الليل[8]
- (1978) امرأة غير متزوجة

## وصلات خارجية
- الموقع الرسمي
- إيزابيل كولين دوفريسن على موقع IMDb (الإنجليزية)
- إيزابيل كولين دوفريسن على موقع ألو سيني (الفرنسية)
- إيزابيل كولين دوفريسن على موقع ميوزك برينز (الإنجليزية)
- إيزابيل كولين دوفريسن على موقع أول موفي (الإنجليزية)
- إيزابيل كولين دوفريسن على موقع قاعدة بيانات الأفلام السويدية (السويدية)
- إيزابيل كولين دوفريسن على موقع ديسكوغز (الإنجليزية)
- إيزابيل كولين دوفريسن على موقع قاعدة بيانات الفيلم (الإنجليزية)
- إيزابيل كولين دوفريسن على موقع كينوبويسك (الروسية)